# Vesperus serranoi
Vesperus serranoi is een keversoort uit de familie Vesperidae. De wetenschappelijke naam van de soort werd in 1985 gepubliceerd door Zuzarte.